# 第29軍 (德國國防軍)
第29軍（德語：XXIX. Armeekorps）是二戰期間德國陸軍的一個步兵軍，活躍於1940年至1945年。它在1940年5月於紐倫堡建立，它最初是陸軍總司令部預備役的一部分，到7月成為了法國北部A集團軍第9軍團的一部分。1941年3月和4月，它轉移到B集團軍第17軍團，為德國入侵蘇聯的巴巴羅薩行動做準備。該軍於5月轉移到B集團軍的第6軍團，在6月22日入侵開始時作為南方集團軍的一部分與該集團軍作戰。它在行動開始前（5月1日）包含第111、299和56步兵師。第29軍在餘下的兩年裡在南線苦戰，並於1944年末於第二次雅西-奇西瑙攻勢中被重創。後撤往摩拉維亞，併入第1裝甲軍團，最終於1945年5月投降。